# 100 Bullets

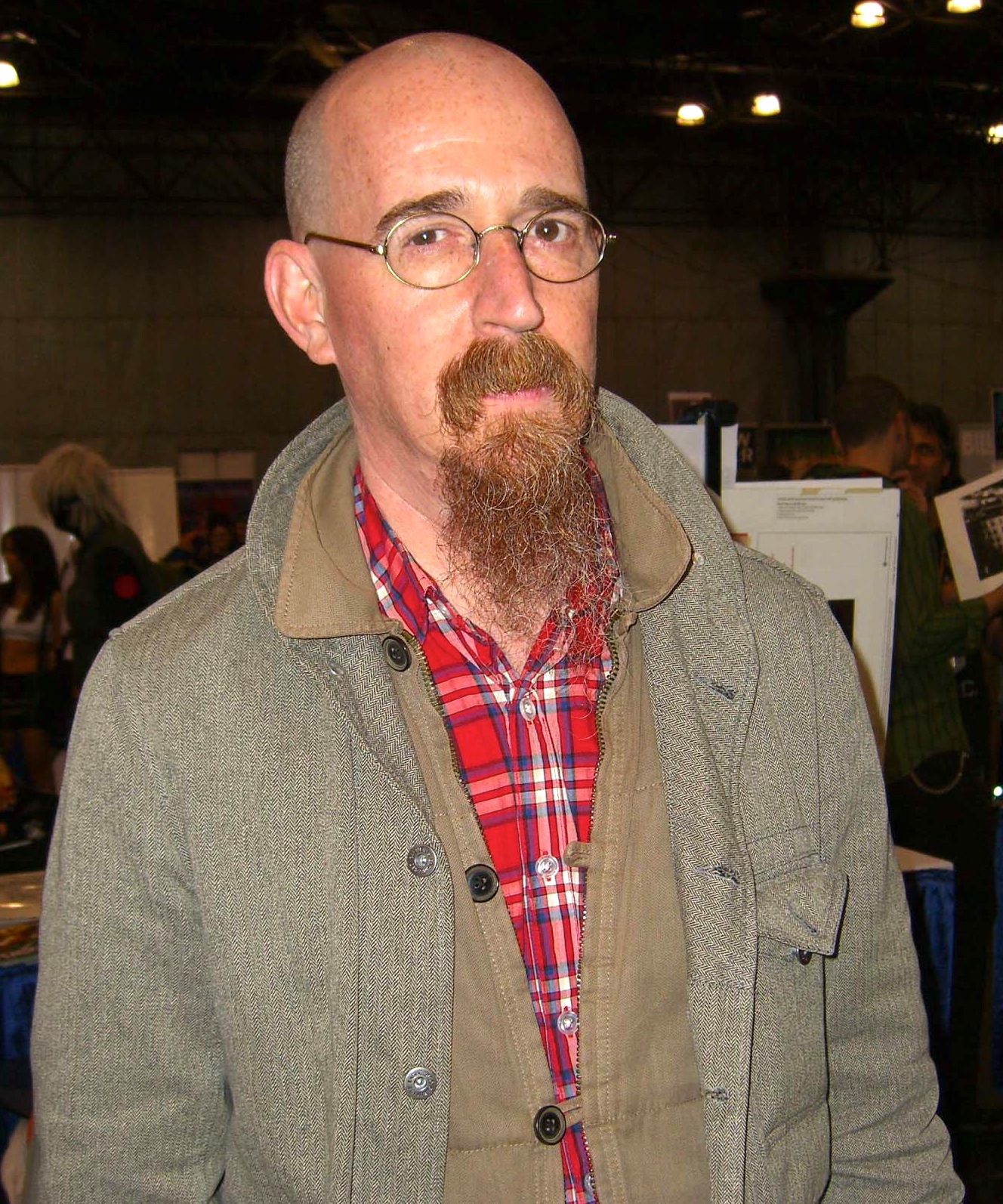
Autor Brian Azzarello (2011)

100 Bullets ist der Name einer 1999 begonnenen und 2009 abgeschlossenen Comicreihe, erdacht und geschrieben von Brian Azzarello und gezeichnet von Eduardo Risso. Sie umfasst 100 Einzelhefte und erzählt die Geschichte der Minutemen, einer Gruppe von speziell ausgebildeten Auftragsmördern, die nach Verrat durch ihre vormalige Auftraggeberin, die konspirative Organisation Trust, ihrerseits in Form ihres ehemaligen Anführers, des zwielichtigen Agenten Graves, Vergeltung übt. Der Name der Reihe rührt daher, dass in einzelnen Geschichten Agent Graves regelmäßig vom Leben ungerecht behandelte Personen aufsucht. Er gibt ihnen die Gelegenheit, mittels eines Attachés mit einer darin befindlichen Pistole, den namensgebenden 100 Kugeln und „unwiderlegbaren Beweisen“ Rache an den für ihr Unglück Schuldigen zu nehmen, ohne von offizieller Seite Strafverfolgung befürchten zu müssen.
Eine Geschichte der Reihe konnte 2002 einen der begehrten Eisner Awards gewinnen, außerdem noch einen Harvey Award. In den USA erscheint die Serie bei Vertigo, einem Imprint von DC Comics, in insgesamt 13 Bänden. In Deutschland hat Panini alle Bände in Übersetzung vorgelegt.

## Stil
Sowohl Schreibstil als auch die grafische Gestaltung von 100 Bullets stehen den Genres Noir und Pulp nahe: Die Geschichten sind moralisch ambivalent gestaltet und werden realistisch-düster in Szene gesetzt. Dementsprechend sind fast alle Charaktere fehlerbehaftet, erweisen sich etwa als mehrfache Mörder und gehen bevorzugt ihren eigenen Zielen nach. Die grafische Darstellung ist stellenweise äußerst brutal geraten und schreckt nicht vor gewaltdurchsetzten Bildern zurück.
Die Serie erweist sich als von vielen Klassikern des Genres beeinflusst. Im Bereich Film sind dies etwa Quentin Tarantinos Pulp Fiction und Reservoir Dogs, Bryan Singers Die üblichen Verdächtigen, Guy Ritchies Bube, Dame, König, grAs sowie Paul Thomas Andersons Last Exit Reno. Von Seiten der Literatur lassen sich Autoren wie Elmore Leonard, Eddie Bunker, Dashiell Hammett oder Raymond Chandler anführen.
Aufmerkenswert ist weiterhin der von Brian Azzarello verwendete, realistische Gebrauch regionaler Dialekte bzw. Slangs. Oftmals gebrauchen die Charaktere metaphorische Stilmittel, um auf über die konkrete Situation hinausgehende Sachverhalte hinzuweisen. Dasselbe Mittel wird häufig eingesetzt, um im Off wiedergegebene Anmerkungen als Kommentar für davon räumlich und sachlich getrennte, nur grafisch dargestellte Situationen zu erhalten.

## Einzelbände
Die insgesamt 100 Einzelhefte (plus der Kurzstory „Silencer Night“, die zunächst in einem Vertigo-Themenband veröffentlicht wurde) sind in 13 Sammelbänden zusammengefasst, die zwischen fünf und zwölf Einzelnummern enthalten. Jeder Band enthält eine oder mehrere Geschichten (engl. Story Arc), die sich wiederum über eins bis zwölf Hefte erstrecken. Typischerweise enthält der Titel jedes Sammelbands eine Anlehnung an die Bandnummer (The Counterfifth Detective etwa ist der Name des fünften Bands, Strynchnine Lives der Titel des neunten). Für die Einzelbände wurde jeweils ein eigenes Cover kreiert, auf dem stets mehr oder weniger gut auffindbar Agent Graves abgebildet ist. Neben den Covern der Einzelhefte wurde jedem Band eine eigens dafür verfasste Einleitung spendiert, die von namhaften Comic- und/oder Krimiautoren geschrieben wurde. Band zwölf und dreizehn schließlich werden von Eduardo Risso und Brian Azzarello eingeleitet.
| Bandnummer | Titel (Erscheinungsjahr)          | Deutscher Titel (Erscheinungsjahr)        | ISBN Englisch/Deutsch                   | Enthaltene Einzelhefte (Nummer) |
| ---------- | --------------------------------- | ----------------------------------------- | --------------------------------------- | --- |
| 1          | First Shot, Last Call (2000)      | Der erste Schuss, die letzte Runde (2007) | ISBN 1-56389-645-1 / ISBN 3-86607-358-5 | Enthält „100 Bullets“ (1–3), „Shot, Water Back“ (4–5) und „Silencer Night“ (-). |
| 2          | Split Second Chance (2001)        | Die zweite Chance (2008)                  | ISBN 1-56389-711-3 / ISBN 3-86607-491-3 | Enthält „Short Con, Long Odds“ (6–7), „Day, Hour, Minute… Man“ (8), „The Right Ear, Left in the Cold“ (9–10), „Heartbreak Sunnyside Up“ (11) und „Parlez Kung Vous“ (12–14).          |
| 3          | Hang up on the Hang Low (2001)    | Alle guten Dinge (2008)                   | ISBN 1-56389-855-1 / ISBN 3-86607-626-6 | Enthält „Hang Up on the Hang Low“ (15–18) und „Epilogue For a Road Dog“ (19). |
| 4          | A Foregone Tomorrow (2002)        | Abservierte leben länger (2009)           | ISBN 1-56389-827-6 / ISBN 3-86607-728-9 | Enthält „The Mimic“ (20), „Sell Fish and Out to Sea“ (21–22), „Red Prince Blues“ (23–25), „Mr. Branch and the Family Tree“ (26), „Idol Chatter“ (27) und „¡Contrabandolero!“ (28–30). |
| 5          | The Counterfifth Detective (2003) | Du sollst nicht töten (2009)              | ISBN 1-56389-855-1 / ISBN 3-86607-764-5 | Enthält „The Counterfifth Detective“ (31–36). |
| 6          | Six Feet Under The Gun (2003)     | Sechs im roten Kreis (2007)               | ISBN 1-56389-996-5 / ISBN 3-86607-359-3 | Enthält „On Accidental Purpose“ (37), „Cole Burns' Slow Hand“ (38), „Ambition's Audition“ (39), „Night of the Payday“ (40), „A Crash“ (41) und „Point Off the Edge“ (42).             |
| 7          | Samurai (2004)                    | Samurai (2007)                            | ISBN 1-4012-0189-X / ISBN 3-86607-490-5 | Enthält „Chill in the Oven“ (43–46) und „In Stinked“ (47–49). |
| 8          | The Hard Way (2005)               | Der Tod fährt Achterbahn (2009)           | ISBN 1-4012-0490-2 / ISBN 3-86607-596-0 | Enthält „Prey for Reign“ (50), „Wylie Runs the Voodoo Down“ (51–57) und „Coda Smoke“ (58).                                                                                            |
| 9          | Strychnine Lives (2006)           | Neun Leben hat die Katze (2008)           | ISBN 1-4012-0928-9 / ISBN 3-86607-627-4 | Enthält „The Calm“ (59), „Staring at the Son“ (60–63), „The Dive“ (64), „New Tricks“ (65–66) und „Love Let Her“ (67).                                                                 |
| 10         | Decayed (2007)                    | Dekadent (2009)                           | ISBN 1-4012-0998-X / ISBN 3-86607-765-3 | Enthält „Sleep, Walker“ (68–69), „A Wake“ (70–74) und „Amorality Play“ (75). |
| 11         | Once Upon a Crime (2007)          | Das Einmaleins der Macht (2010)           | ISBN 1-4012-1315-4 / ISBN 3-86607-916-8 | Enthält „Punch Line“ (76–79), „A Split Decision“ (80) und „Tarantula“ (81–83). |
| 12         | Dirty (2008)                      | Das dreckige Dutzend (2011)               | ISBN 1-4012-1939-X / ISBN 3-86201-173-9 | Enthält „The Lady Tonight“ (84), „Red Lions“ (85), „Rain in Vain“ (86), „The Blister“ (87) und „My Lonely Friend“ (88).                                                               |
| 13         | Wilt (2009)                       | Freitag (2011)                            | ISBN 1-4012-2287-0 / ISBN 3-86201-181-X | Enthält „100 Bullets, Chapters 1-12“ (89–100). |

## Handlung
Die Handlung setzt sich aus insgesamt 45 Story Arcs zusammen (56, sofern man im letzten Band die Kapiteleinteilung ignoriert und die unterschiedlichen Nummern als Einzelgeschichten auffasst, wie durch die unterschiedlichen Titel zumindest suggeriert). In vielen Geschichten ergibt sich neben der Haupthandlung noch eine Nebenstory, die häufig Armut, Drogenhandel und Verbrechen in amerikanischen Großstädten thematisiert, die eigentliche Geschichte aber weitgehend unberührt lässt. In fast allen Story Arcs stehen einer oder mehrere Minutemen und/oder Mitglieder des Trust im Mittelpunkt.

### First Shot, Last Call
Die Einleitung wurde von Jim Steranko geschrieben.
- 100 Bullets (1–3): Isabelle „Dizzy“ Cordova wird aus dem Gefängnis entlassen und von Agent Graves angesprochen. Sie erhält von ihm den Attaché und somit die Gelegenheit, Rache an zwei korrupten Polizisten zu nehmen, die ihre Familie auf dem Gewissen haben. Dabei trifft sie mit dem zwielichtigen Mr. Shepherd zusammen, dem sie am Ende folgt.
- Shot, Water Back (4–5): Der ehemalige Restaurantbetreiber Lee Dolan wird von Agent Graves in einer Bar angesprochen. Er bietet ihm Beweise, wer für seine zu Unrecht erfolgte Anklage wegen Besitzes von Kinderpornographie verantwortlich ist und gibt ihm den Attaché. Dolan stellt daraufhin die darin bezichtigte Geschäftsfrau Megan Dietrich und bedroht sie, wird aber von ihr erschossen.
- Silencer Night (-): Mrs. Bugg betritt zu Weihnachten eine Polizeistation und gesteht vor Beamten den Mord an ihrem ehemaligen Vermieter Thomas Wright. Ihr Sohn Donny wurde von dem giftigen Farbanstrich an den Wänden der Wohnung geschädigt, von dessen Gefährlichkeit ihr Vermieter wusste. Agent Graves gab ihr den Attaché und ermöglichte ihr so Vergeltung. Die Beamten schenken ihr aber nach Durchsicht der Akten keinen Glauben und schicken sie nach Hause.

### Split Second Chance
Die einleitenden Worte verfasste Howard Chaykin.
- Short Con, Long Odds (6–7): Der Glücksspieler Chucky verbrachte sieben Jahre im Gefängnis wegen Trunkenheit am Steuer und einem dadurch ausgelösten Unfall. Er erhält Besuch von Agent Graves, der ihm offenbart, das eigentlich sein Jugendfreund Pony hinter dem Steuer saß und er zu Unrecht verurteilt wurde. Er erhält den Attaché und damit die Möglichkeit, mit ihm abzurechnen.
- Day, Hour, Minute… Man (8): Agent Graves trifft sich mit dem ehemaligen Minuteman Lono in einem Café in Miami. Sie diskutieren über zurückliegende Ereignisse in Atlantic City, die zur Auflösung der Minutemen geführt haben. Graves fordert von Lono, erneut für ihn zu arbeiten, was dieser ablehnt.
- The Right Ear, Left in the Cold (9–10): Der Eisverkäufer Cole Burns wird von Agent Graves angesprochen: Seine Großmutter kam bei einem Brand ums Leben, den die lokale Unterweltgröße Goldy legen ließ. Bei der Abrechnung mit ihm wird Burns durch den von einem anwesenden Musiker ausgerufenen Ausdruck „Croatoa“ erweckt und erinnert sich an seine Vergangenheit als Minuteman. Er wird von Graves erneut rekrutiert und verlässt dafür seine Freundin Sasha.
- Heartbreak, Sunnyside Up (11): Agent Graves eröffnet der Bedienung Jenny Roach, dass ihre vor Jahren entflohene Tochter tot ist. Sie erfährt, dass ihr Ehemann Phil die gemeinsame Tochter missbrauchte und sie so in Obdachlosigkeit und Kriminalität trieb. Sie erhält den Attaché und erschießt Phil.
- Parlez Kung Vous (12–14): Mr. Shepherd schickt Dizzy Cordova nach Paris, um sich mit einem gewissen Mr. Branch zu treffen. Branch, ein amerikanischer Auswanderer und ehemaliger Journalist, empfing vor Jahren ebenfalls einen Koffer von Graves. Er tötete die darin bezichtigte Person aber nicht, sondern begann über Graves und seine Organisation zu recherchieren. Dizzy und der Leser werden mit einigen Hintergrundinformationen über die Minutemen und eine Organisation namens Trust versorgt.

### Hang Up on the Hang Low
Die einleitenden Worte stammen von Jim Lee. Die erste Geschichte gewann 2002 einen Eisner Award.
- Hang Up on the Hang Low (15–18): Agent Graves trifft den Farbigen Louis „Loop“ Hughes und gibt ihm Attaché und Aufenthaltsort seines Vaters Curtis, der seine Familie vor Jahren verlassen hat. Louis stellt seinen Vater, doch finden die beiden wieder zusammen und treiben nun gemeinsam Schutzgeld für den Mafioso Nino Rego ein. Graves besucht Curtis, die beiden reden miteinander. Curtis hat vor Jahren für Graves gearbeitet, konnte aber aufgrund seiner Hautfarbe kein Minuteman werden. Graves gibt ihm einen Attaché und will ihn für die Beseitigung eines Trust-Mitglieds gewinnen, aber Curtis lehnt ab. Nachdem es beim Einfordern von Schutzgeld zu Problemen kommt, wird Curtis von Rego umgebracht, ehe es Loop gelingt, Rego und seine Leibwächterin zu töten.
- Epilogue for a Road Dog (19): Loop wird von seinem Cousin Carlos und dessen Freundin Sophie aus Miami besucht. Sie sind mit 2.000.000 Dollar auf der Flucht. Carlos begleitet Loop zu Curtis Wohnung, wo Agent Graves auf sie wartet. Graves macht Loop dasselbe Angebot wie zuvor Curtis; Loop lehnt ab. Lono lauert Carlos auf, der das Geld von ihm in Miami gestohlen hatte, nachdem er es zuvor von Graves erhalten hatte. Er tötet Carlos, verschont Loop aber, nachdem er erfährt, dass dieser der Sohn von Curtis ist. Loop wird bei der Beerdigung seines Vaters wegen des Mordes an Regos Leibwächterin verhaftet, nachdem die Polizei einen Tipp von Graves erhalten hat.

### A Foregone Tomorrow
Band vier wird von Bill Savage eingeleitet.
- The Mimic (20): Benito Medici, der Sohn eines Mitglieds des Trust, trifft sich im Central Park in New York mit Mr. Shepherd. Dieser entpuppt sich als ehemaliger Minuteman und derzeitiger Beschützer des Trust. Sie diskutieren Graves Rückkehr und seine Motive. Sie unterhalten sich über die Minutemen, die bislang für tot gehalten wurden.
- Sell Fish and Out to Sea (21–22): Der Drogenabhängige Jack Daw berichtet seinem Kumpel Mickey von seinem letzten Tag. Er hat von Agent Graves einen Attaché erhalten und in den darauffolgenden Stunden Job und Freundin verloren. Seine Familie wendet sich mehr und mehr von ihm ab, sein Vater hat Selbstmord begangen. Am Ende der Geschichte stellt Mickey entsetzt fest, dass Daw einige weitere Drogenkumpane mit Graves Pistole erschossen hat. Es wird erkennbar, dass das Foto der für Jacks Zustand verantwortlichen Person im Koffer Daw selbst darstellt.
- Red Prince Blues (23–25): Die 13 Familien des Trust treffen sich in Atlantic City, um ihr weiteres Vorgehen zu besprechen. Benitos Vater Augustus Medici nimmt dabei eine hervorgehobene Stellung ein. Benito selbst gerät mit Hank Kowalski aneinander, einem notorischen Spieler, der Geld für den Krankenhausaufenthalt seiner Frau benötigt. Während des Treffens wird Daniel Peres, ein weiteres Mitglied des Trusts, von Agent Graves kontaktiert und verlässt die Versammlung. Am Ende seiner Zusammenkunft mit Graves tötet Cole Burns Peres als Nachricht für die übrigen Familien des Trust.
- Mr. Branch and the Family Tree (26): In Paris führt Mr. Branch die als Prostituierte auftretende Echo Memoria mit auf sein Zimmer. Als sie seine Pinnwand voller Notizen und Hinweise bemerkt, berichtet er ihr in der Annahme, dass sie nur Französisch spricht, auf Englisch von den Ergebnissen seiner bisherigen Recherchen über den Trust. Nach Beendigung ihrer „Dienste“ wird deutlich, dass sie perfekt Englisch spricht und Branch sehr wohl verstanden hat.
- Idol Chatter (27): Während eines Krankenhausbesuchs wird Agent Graves von einem ehemaligen Baseballstar angesprochen. Vor vierzig Jahren wurde dessen Frau, eine berühmte Filmschauspielerin und Sängerin, von ihren noch höherstehenden Geliebten ermordet, obgleich es wie Selbstmord aussah. Graves gab ihm den Attaché, um Vergeltung zu üben. Die Geschichte ist erkennbar an die historischen Figuren Joe DiMaggio und Marilyn Monroe angelehnt.
- ¡Contrabandolero! (28–30): Der ehemalige Minuteman Wylie Times arbeitet als Schläfer an einer Tankstelle in El Paso. Er erhält Besuch von Mr. Shepherd und Dizzy Cordova, allerdings gelingt es Shepherd nicht, Times zu erwecken, da er den hierfür benötigten Ausdruck nicht kennt. Times selbst wird von zwei Mafiosi in einen Schmuggel von Papageien über die mexikanische Grenze mit hineingezogen. Er trifft dabei einen Mann namens Mik Kuchenko, genannt Coochie, der auch für Shepherd zu arbeiten scheint.

### The Counterfifth Detective
Die Einleitung für Band fünf stammt aus der Feder von Rob Elder.
- The Counterfifth Detective (31–36): Der von einem Unfall im Gesicht bandagierte Privatdetektiv Milo Garret erhält im Krankenhaus Besuch von Agent Graves. Dieser erklärt ihm, dass sein Unfall kein Unfall war und präsentiert ihm seinen Auftraggeber Karl Reynolds als Schuldigen. Als Milo ihn aufsucht, findet er ihn bereits von Lono erschossen vor. Er bemüht sich, die Zielperson seines letzten Auftrages, Monroe Tannenbaum, ausfindig zu machen und erfährt von ihm von der Existenz eines mysteriösen Gemäldes, das aus einer privaten Sammlung gestohlen wurde. Während seiner Recherchen trifft Garret auf Megan Dietrich und Echo Memoria, die beide ebenfalls hinter dem Gemälde her sind. Als er es bei Dietrich entdeckt, wird er über den dort aufgemalten Ausdruck „Croatoa“ erweckt und erkennt sich als ehemaliger Minuteman wieder. Von Graves erneut aufgesucht, entscheidet er sich jedoch gegen eine Rückkehr und möchte weiter als Privatdetektiv arbeiten. Nachdem Dietrich das Gemälde erneut gestohlen wird, geht Garret seine bisherigen Notizen und Erinnerungen zu seiner Identität und dem Fall durch, als er Besuch von Lono erhält. Aufgrund seiner Bandagen erkennt Lono seinen ehemaligen Kollegen nicht wieder und erschießt ihn nach kurzer Auseinandersetzung, ehe er mit Echo Memoria und dem Gemälde verschwindet.

### Six Feet Under The Gun
Greg Rucka schrieb die kurze Einleitung zu Band sechs.
- On Accidental Purpose (37): Dizzy Cordova besucht kurzzeitig ihren Heimatblock in Chicago. Agent Graves trifft sich derweil mit Mr. Shepherd in einem Lokal. Sie besprechen ihre Pläne mit Dizzy und unterhalten sich über Lonos Aktivitäten. Graves möchte Lono beseitigt sehen, Loop Hughes soll an die Stelle des ermordeten Milo Garret treten. Shepherd möchte gegen die Familie Vasco vorgehen, einem weiteren Mitglied des Trust. Beide werden sich handelseinig.
- Cole Burns Slow Hand (38): Cole Burns besucht seine frühere Liebe Sasha, die er seit nunmehr über ein Jahr nicht mehr gesehen hat, und bemüht sich, sie erneut für sich zu gewinnen. Sie lehnt seine Avancen ab und wirft ihn kurzerhand aus ihrer Wohnung. In der Bar unterhalb von Sashas Appartement findet derweil ein Raubüberfall statt, bei dem die Maskierung eines der Täter fällt. Daraufhin bedroht er die versammelten Gäste mit dem Tod. Burns sucht nach seinem Rauswurf zufällig die Bar auf und erledigt die Gangster en passant.
- Ambition's Audition (39): Shepherd hat ein Treffen mit Augustus Medici in Little Havanna. Dessen Sohn Benito ist ebenfalls vor Ort. Als einige Bewaffnete die Szenerie betreten, vermutet Shepherd einen Anschlagsversuch auf Augustus und scheint sie durch seine Präsenz zu vertreiben. Als ihm kurze Zeit später aufgeht, dass der Anschlag nicht mehr Augustus, sondern dessen Sohn gilt, gelingt es ihm nur knapp, den Mordversuch zu vereiteln, indem er die Auftragsmörder niederschießt.
- Night of the Payday (40): Lono trifft sich mit Shepherd, der ihn mit einem Auftragsmord an einem Mann in Raleigh, North Carolina, versorgt. Nach Durchführung des Auftrags zahlt ihm Shepherd in Pittsburgh das vereinbarte Geld aus und deutet dabei an, dass man weitere Pläne mit Lono habe. Zurück im Hotel werden Lono und Echo Memoria von Polizisten bedrängt: Das ausgezahlte Geld stammt aus einem Überfall. Memoria wird auf der Flucht am Flughafen verhaftet, Lono in der Hotelhalle von Polizisten niedergeschossen und dabei schwer verletzt.
- A Crash (41): Agent Graves hat eine Zusammenkunft mit drei Familienoberhäuptern des Trust: Javier Vasco, Fulvio Carlito and Helena Kotias sorgen sich um die wachsende Macht des Hauses Medici. Nach der Ermordung Daniel Peres’ wurde dessen Besitz unter den Familien aufgeteilt, so dass nun 12 Familien über die Geschicke des Trust entscheiden. Durch die gerade Anzahl sind keine definitiven Beschlüsse mehr sichergestellt. Sie bitten Graves, ihnen bei der Beseitigung der Medicis zu helfen und versprechen ihm im Gegenzug die Wiedereinsetzung der Minutemen. Graves sichert ihnen zu, ihr Angebot zu prüfen.
- Point Off the Edge (42): Wylie Times erhält Besuch von Agent Graves und nimmt von ihm einen Attaché entgegen. Als er seine Arbeitsschicht antreten muss, betreten nach kurzer Zeit ein Mann und eine Frau das Lokal. Die Frau gibt Times den versteckten Hinweis, der Mann wolle sie umbringen, woraufhin Times dessen Weiterreise zu verhindern sucht. In einem darauffolgenden Handgemenge wird Times fast erschossen, ehe es der Frau gelingt, ihren Peiniger zu überwältigen und zu erschießen. Times verlässt das Lokal, steigt zu Graves in den Wagen und öffnet den Attaché. Das Foto seiner Zielperson stellt Shepherd dar, an den sich der noch nicht erweckte Times nur schwach erinnern kann.

### Samurai
Die einführenden Worte des siebten Bandes stammen von Carlos Trillo.
- Chill in the Oven (43–46): Loop Hughes ist wegen des Mordes an Regos Leibwächterin im Gefängnis gelandet. Er hat sich hier mit Eerie verbündet, einem weißen Rassisten, den er bei den Vorbereitungen seiner Prüfung für den General Educational Development Test unterstützt, und seinem Zellgenossen Cotton. Demgegenüber stehen der Häftling Nine Train und der Aufseher Sergeant Dirtz, die ihm übel gesinnt sind. Als der wieder genesene Lono nach seiner Verhaftung eingeliefert wird, steigt er rasch in der Gefangenenhierarchie auf, was Hughes beunruhigt. Lono erhält bald Besuch von Shepherd, der von ihm in Graves Auftrag nach der Ermordung von Garrett die Ausbildung von Loop zum Minuteman einfordert. Nach anfänglicher Ablehnung erklärt Lono sich einverstanden. Während eines Zwischenfalls in der Gefängnisambulanz wird Nine Train von Loop erstochen, und Dirtz von Lono zum Krüppel geschlagen. Lono und Hughes kommen daraufhin in Einzelhaft, allerdings in benachbarte Zellen.
- In Stinked (47–49): Jack Daw und Mickey sind auf dem Weg nach Atlantic City, wo nach Daws Meinung der Schlüssel zu seinem bisherigen Leben liegt. Sie legen einen Zwischenstopp bei Mickeys Cousin Jungle Garvey Metcalf ein, der mit seiner Frau Wendy einen Zoo betreibt. Daw und Mickey werden durch den Zoo geführt, insbesondere ein Tiger macht nachhaltigen Eindruck auf Jack. Als Nebengeschäft betreibt Garvey zusammen mit dem State Trooper Billy eine Art private Jagdgesellschaft, in der einzelne Tiere gegen Geld zum Abschuss freigegeben werden. Von dieser Möglichkeit machen an diesem Abend einige Mafiosi aus Philadelphia Gebrauch. Als sie den Tiger als Trophäe auswählen, kommt es zum Konflikt mit Jack. Daw erschießt einen der Mafiosi, die Situation eskaliert. Am Ende sind die Mafiosi tot und werden von Garvey und Billy als Opfer eines Polizeieinsatzes präpariert. Mickey und Jack gehen getrennte Wege, er setzt seinen Weg nach Atlantic City alleine fort.

### The Hard Way
Jason Starr hat die Einleitung für The Hard Way verfasst.
- Prey For Reign (50): Im Nachklapp zu einem Diamantendiebstahl erzählt Victor Ray seinen Kumpanen Bass, Sheila und Harley in einer Bar die Geschichte vom wahren Ursprung Amerikas und enthüllt Anfänge, Motivation und Macht des Trust, während sie auf das verletzte Bandenmitglied Perry warten. Als sich dieser schwer getroffen nähert, kommt es zur Schießerei mit dem vorherigen Besitzern der Diamanten, die nur Bass und Victor überleben. Letzterer schießt die gegnerische Bande im Alleingang nieder und entpuppt sich als von Graves noch vor Cole Burns erweckter Minuteman.
- Wylie Runs the Voodoo Down (51–57): Erzählt wird die Geschichte von der Erweckung Wylie Times. Während seiner vormaligen Zeit als Minuteman erhielt er von Shepherd den Auftrag, seine Geliebte Rose Madrid zu erschießen, nachdem sich diese gegen die Regeln des Trust stellte und versuchte, gegen das Haus der Medici vorzugehen. Times erfüllte seinen Auftrag, hegte von da an aber einen tiefen Groll gegen Shepherd. Nachdem er von dem von Graves instruierten Trompeter Gabe das Schlüsselwort „Croatoa“ erhalten hat, kommt ihn seine Vergangenheit nach und nach zu Bewusstsein. Mit Hilfe seiner wieder erlangten Fähigkeiten erschießt er zunächst zwei Rednecks, die ihn als Zeuge eines von ihnen verübten Mordes beseitigen wollen. Dabei stirbt der Wylie nahestehende Gabe. Anschließend zieht er auf der Suche nach Shepherd gegen das in New Orleans situierte, dem Trust zugehörige Haus Madrid und erschießt dessen Kopf Anwar, dem Vater von Rose. Er nimmt Shepherd gefangen, verschont ihn am Ende aber. Gemeinsam mit Dizzy Cordova und Shepherd verlässt er New Orleans.
- Coda Smoke (58): Bei einem Zwischenstopp an einer Tankstelle rekapituliert Shepherd mit Wylie die bisherigen Züge von Graves und äußert Zweifel an dessen Plan. Er erfährt von Times das Schlüsselwort zum Wiedererwecken der Minuteman, gerade als Dizzy in der Nähe ist. Diese hatte zuvor einen Vorschlag von Graves abgelehnt, mit ihm und Burns weiterzuziehen. Der von ihr mitgehörte Ausdruck lässt sie wie in Trance auf Shepherd schießen, der daraufhin sterbend die Szenerie verlässt. Mit seinem letzten Anruf bei Lono bestimmt er diesen zu seinem Nachfolger als Beschützer des Trust und weist ihn an, zusammen mit dem von ihm trainierten Loop das Gefängnis zu verlassen.

### Strychnine Lives
Die Einleitung zu Band neun wurde von Manuel Ramos geschrieben.
- The Calm (59): Zurück aus dem Gefängnis erreichen Loop und Lono Chicago, wo sie Victor Ray aufspüren. Dieser hält sich mit seiner Geliebten Christine in deren Wohnung auf. Lono und Loop berichten über Shepherds Tod und die von ihm bei Loops persönlichen Gegenständen hinterlassenen Pläne. Sie diskutieren über das Vorhaben, eine Familie des Trust die Oberhoheit über alle anderen erlangen zu lassen. Victor erklärt sich bereit, den beiden zu helfen, und sie verlassen zu dritt Chicago.
- Staring at the Son (60–63): Megan Dietrich trifft in Miami ein, wo sie Augustus Medici und den von ihr aus Paris einbestellten Mr. Branch treffen will. Dazu kommt es nicht mehr: Sie hat eine kurze Begegnung mit Cole Burns, ehe sie vor dem Abendessen mit Benito noch etwas trinken geht. Mr. Branch wird vor seinem Termin ebenfalls von Cole Burns abgefangen. Er möchte ihm zurück nach Europa senden, um dort Echo Memoria aufzuspüren, die sich immer noch im Besitz des zuletzt bei Dietrich gestohlenen Bildes befindet. Dietrich isst bei den Medicis gemeinsam zu Abend. Sie diskutieren die Gefährlichkeit Graves sowie die Möglichkeit einer auf die Schwächung der Medici zielenden Zusammenarbeit mit dem Hause Vasco. Als Benito Megan zurück zu ihrem Hotel begleitet, erscheint Graves unvermittelt und unterhält sich mit Augustus. Die beiden tauschen unterschwellig Drohungen aus. Mr. Branch, der sich mit bereits in Burns Auftrag auf den Weg nach Europa befindet, entscheidet sich in letzter Minute um und versucht stattdessen, Dizzy Cardova aufzuspüren.
- The Dive (64): Agent Graves trifft in Atlantic City erneut auf Jack Daw, der sich mit privaten Boxkämpfen durchschlägt. Daw möchte Graves den Attaché zurückgeben, was dieser mehrmals ablehnt, selbst als Daw den Wachmann einer von Graves besuchten Bar mit dem Leben bedroht. Graves schimpft Jack einen Schwächling, und dieser muss schließlich unverrichteter Dinge wieder abziehen.
- New Tricks (65 – 66): Lono foltert das Trust-Mitglied Fulvio Carlito zu Tode, nachdem er bereits dessen Söhne beseitigt hat. Carlito gesteht, dass er zusammen mit den Familien Vasco und Kotias für den Anschlag auf Augustus und Benito Medici in Little Havanna verantwortlich ist. Lono trifft sich daraufhin mit Augustus und erstattet Bericht, empfiehlt ihm aber, es bei der Beseitigung des Hauses Carlito zu belassen und den anderen beiden Familien gegenüber Gnade zu zeigen, um seine Position weiter zu festigen. Medici stimmt zu. Währenddessen verüben Loop und Victor einen Anschlag auf das Leben von Megan Dietrich und verletzten diese dabei schwer.
- Love Let Her (67): Ein nicht zurechenbarer Erzähler referiert über seine Liebe zu einer Frau, die einem anderen gehört. In Juarez (Mexiko) befinden sich Benito Medici und Mr. Branch auf der Suche nach Dizzy Cordova. Benito trifft auf Coochie und erkauft sich dessen Dienste. Gemeinsam mit Branch führt dieser sie zu Wylie Times und Dizzy, die abgelegen in der Wüste hausen.

### Decayed
Darwyn Cooke hat die Einleitung zu Decayed verfasst.
- Sleep, Walker (68–69): Axel Nagel, das Oberhaupt des Hauses Nagel, trifft sich mit Javier Vasco in einem Aufzug. Während des Gesprächs wird deutlich, dass Vasco Nagel zu einem Suizid drängt. In Rückblicken wird erkennbar, dass Nagel eine Schlüsselfigur bei der Einsetzung von Philip Graves als Oberhaupt der Minutemen spielte und diesen gegen die Bedenken des damaligen Trust-Beschützers Mr. Shore zusammen mit Megans Dietrichs Vater Roland durchsetzen konnte. Megan Dietrich wird währenddessen zu einem Treffen mit Augustus gebeten. Er überzeugt sie, keine Rache für den fehlgeschlagenen Anschlag auf ihr Leben zu nehmen. Gleichzeitig wird Jack Daw in einem arrangierten Ringkampf mit Lono mittels des auf Lonos Bauch tätowierten Schlüsselworts erweckt und erweist sich als sechster Minuteman.
- A Wake (70–74): In Cleveland gibt Agent Graves dem für die lokale Unterweltgröße Mimo Pallidino arbeitenden Ronnie Rome den Attaché mit einem Bild seines Bruders Remie darin. Remie wird verdächtigt, von einer Fleischerei, an der Ronnies Arbeitgeber beteiligt ist, Produkte zu stehlen, was Ronnie bereits wiederholt zu unterbinden versucht hat. Wie sich herausstellt, ist jedoch nicht Ronnie dafür verantwortlich, sondern einer seiner Kollegen. Sie töten die Diebe, Remie entpuppt sich dabei als Minuteman und schließt sich am Ende Graves und Burns an. Währenddessen treibt Lono im Auftrag von Augustus Medici die beiden Erben von Axel Nagel in den Tod, nachdem Medici zuvor bei einem Treffen aller Familien noch versicherte, dass Haus Nagel erhalten bleiben und in die Verantwortung seiner beiden Kinder Anna und Lars übergehen soll.
- Amorality Play (75): Der junge Restaurantbedienstete Dustin erhält von Agent Graves den Attaché mit der Möglichkeit, sich an der Frau zu rächen, die für seine elende Situation verantwortlich ist. Zögernd auf einer Bank sitzend gesellt sich bald Lono zu ihm und malt ihm die Konsequenzen seiner möglichen Entscheidung zur Vergeltung aus, enthält sich am Ende aber jeder moralischen Empfehlung.

### Once Upon a Crime
Die Einleitung zu Band elf steuerte Tom Fontana bei.
- Punch Line (76–79): Lono, Loop Hughes, Victor Ray und Jack Daw sind auf dem Weg zur mexikanischen Grenze. Sie suchen nach der Gruppe um Wylie Times, der zusammen mit Benito Medici, Mr. Branch und Dizzy Cordova auf einer verlassenen Farm in der Nähe der Grenze haust. Hinter Times und Dizzy sind ebenfalls Graves und seine beiden Getreuen Cole Burns und Remi Rome her. Nachdem mit Mia Simone ein weiteres Haus zugrunde gerichtet ist, sorgt Graves dafür, dass Ray von Lonos Gruppe zu ihnen überläuft. Dieser sucht zunächst Times auf, überzeugt ihn, Graves Wunsch nach einem Treffen nachzukommen und bleibt zusammen mit den anderen zurück, während sich Wylie auf dem Weg zur Grenze macht. Nach kurzer Unterhaltung wird er versehentlich von Remi erschossen, noch ehe er direkt mit Graves sprechen kann. Ray zwingt Dizzy und Branch nach kurzem Handgemenge in seinen Wagen und bringt sie zu Graves. Benito bleibt bewusstlos zurück.
- A Split Decision (80): In einer verlassenen Lagerhalle führt Graves ein Gespräch mit Dizzy und bringt sie schlussendlich auf seine Seite: Sie wird zur ersten weiblichen Minute(wo)man. Zwischen Ray, Rome und Burns kommt es zu Spannungen wegen des Todes von Wylie Times. Cole verlässt gemeinsam mit Branch die Halle.
- Tarantula (81–83): Ronnie Rome hält sich in Italien auf, er ist auf der Suche nach dem von Echo Memoria gestohlenen Gemälde „La Morte dil Cesare“. Er trifft sie, ohne dass es ihm zunächst gelingt, den vereinbarten Preis zu zahlen und im Austausch dafür das Gemälde zu erhalten: Eine weitere Gruppe interessiert sich für das Bild. Memoria scheint ein doppeltes Spiel zu treiben, und erst über Umwege gelingt es Rome, sich als alleiniger Interessent durchzusetzen. Währenddessen entfaltet sich in New York während eines Gesprächs zwischen Graves und Dizzy Shepherds dubiose Vergangenheit, ehe er zu den Minutemen stieß.

### Dirty
Eduardo Risso schrieb als hauptverantwortlicher Zeichner die Einleitung zum vorletzten Band der Reihe.
- The Lady Tonight (84): Sigmar Rhone, einer der Familienoberhäupter des Trust und Besitzer mehrerer Casinos und weiterer Vergnügungsstätten, trifft sich heimlich mit Kate, einer Vertrauten und Leibwächterin von Megan Dietrich. Sie berichtet ihm von Homogenitätsbestrebung der Medicis und Vascos innerhalb des Trusts. Sofort nach dem Gespräch tauchen Victor Ray und Remi Rome am Ort des konspirativen Treffens auf und löschen Rhone und seine gesamte Familie aus.
- Red Lions (85): Benito wird von Lono nach seiner Odyssee wieder mit seinem Vater zusammengeführt. Es kommt zu Spannungen mit dessen neuer Geliebten Megan Dietrich. Unterdessen wird Lono während eines Saunagangs von Carlos Freundin Sophie wiedererkannt, die er bei seiner Abrechnung mit Carlos mehrfach vergewaltigte. Sie rächt sich an ihm, indem sie ihm seine Verwundbarkeit aufzeigt.
- Rain in Vain (86): Victor Ray fährt nach Aspen, Colorado, und tötet dort mit Helene Kotias und Constance von Hagen zwei weitere Familienoberhäupter des Trust. Gleichsam nebenher bringt er ein White Trash-Pärchen um und befreit deren Sohn Justin.
- The Blister (87): Durch die zunehmende Dezimierung des Trust aufgeschreckt heuert das Trust-Mitglied Joan D’Arcy den ehemaligen Minuteman Will Slaughter an, um Graves Rachefeldzug ein Ende zu setzen. Parallel dazu dringt Remi Rome in eine ihrer Firmen als ihren vermuteten Aufenthaltsort ein, ohne sie jedoch aufspüren zu können.
- My Lonely Friend (88): Cole Burns and Mr. Branch befinden sich in Atlantic City. Während Burns Ronnie Rome aufsucht, um von ihm das von Burns gesuchte Gemälde zu erhalten, erhält der alleine auf einer Bank wartende Branch Besuch von Echo Memoria. Als Burns von seinem Treffen mit Ronnie zurückkehrt, findet er Branch ermordet vor.

### Wilt
Autor Brian Azzarello verfasste die Einleitung für den letzten Band der Reihe.
- 100 Bullets: Chapter 1 - Corner of the Sky (89): In einer Rückblende wird die Ermordung des Vaters von Javier Vasco durch Agent Graves gezeigt, die Vasco die Nachfolge ermöglicht. Ein desillusionierter Cole Burns wechselt nach dem Tod von Branch die Seiten und schließt sich Lonos Gruppe an. In einer Nebenstory wird der junge Pippin in die Bandenkriege seines Viertels hineingezogen.
- 100 Bullets: Chapter 2 - Lost in a Roman (90): Remi Rome ist immer noch auf der Suche nach Joan D’Arcy, um seinen Mordauftrag zu erfüllen. Lono erhält von Benito den Auftrag, ihm einen toten und einen lebendigen Minuteman zu beschaffen. Lono befiehlt daraufhin Loop Hughes über Telefon, den gerade zu ihnen gestoßenen Cole Burns umzubringen. Pippin greift zur Waffe und ermordet irrtümlich einen Schulkameraden.
- 100 Bullets: Chapter 3 - Closer (91): In einer Rückblende besiegeln Agent Graves, Javier Vasco und Augustus Medici ein Bündnis innerhalb des Trust. Loop Hughes misslingt der Anschlag auf Cole Burns. Der reaktivierte Will Slaughter erschießt in New York im Auftrag von Joan D’Arcy Abe Rothstein, der Graves mit Informationen und Attachés versorgt hat. Pippins Mord löst in seinem Viertel Unruhen unter den Menschen aus und setzt seinen Auftraggeber unter Druck.
- 100 Bullets: Chapter 4 - Our Men in the Ravine (92): Jack Daw und Cole Burns fahren in ein abgelegenes Waldstück, um Loop Hughes für seinen Mordversuch zu erschießen. Daw lässt ihn jedoch fliehen und schlägt Burns bewusstlos, ehe er sich alleine mit Burns Gemälde auf den Rückweg macht. Augustus Medici und Javier Vasco diskutieren über den Mord an Rothstein. Pippin wird auf Druck seines Auftraggebers von einem seiner Freunde erschossen.
- 100 Bullets: Chapter 5 - Rooster (93): Augustus Medici ist mit Lono auf dem Weg zu Javier Vasco, um das weitere Vorgehen zu besprechen. Joan D’Arcy wird in ihrer Villa von Remi Rome attackiert. Während des nachgehenden Gefechts gelingt es deren Sicherheitschef Coop, Remi unter Einsatz seines Lebens schwer zu verwunden, so dass D’Arcy wiederum überlebt.
- 100 Bullets: Chapter 6 - Kill de Sac (94): Nach dem Mord an Rothstein sucht Agent Graves zusammen mit Dizzy Cordova Javier Vasco auf, um Erklärung dafür einzufordern. Auch Augustus Medici und Lono erreichen dessen Villa. Lono attackiert die draußen wartende Dizzy, als er in ihr die Mörderin Shepherds erkennt. Graves diskutiert mit Vasco und Medici über ihr altes Bündnis. Sie versuchen, den Mörder Rothsteins zu identifizieren.
- 100 Bullets: Chapter 7 - Ducks (95): Nach einem Alptraum erwacht Remi Rome im Krankenhaus und stellt fest, dass ihm sein letzter Auftrag beide Hände gekostet hat. Victor tritt an sein Bett heran und macht mit ihm einen Spaziergang auf das Dach des Hospitals. Die Männer unterhalten sich über Graves und seinen Rachefeldzug. Abschließend begeht Remies Suizid und stürzt sich vom Hoteldach, gerade als sein Bruder Ronnie nach einem von ihm provozierten Verkehrsunfall mit dem Taxi eingeliefert wird, und stürzt auf ihn zu.
- 100 Bullets: Chapter 8 - Damaged Good (96): Lono entführt Dizzy Cordova von Javiers Anwesen und türmt mit ihr nach Miami, um sie Benito Medici zu übergeben. Während der Fahrt führt er Telefonate mit Agent Graves und Cole Burns. Graves verlangt die Herausgabe von Cordova; Lono lehnt ab. Als er nach seiner Ankunft bei den Medici einen Teil seines Auftrags einlöst, ist Benito über den Umgang mit der verletzten Dizzy derart aufgebracht, dass er Lono anschießt.
- 100 Bullets: Chapter 9 - Fearsomality Crisis (97): Lono flüchtet schwer verletzt vom Anwesen der Medicis in Miami. Derweil schmieden Augustus Medici, Javier Vasco und Agent Graves in Atlantic City und Megan Dietrich, Tibo Vermeer und Joan D’Arcy in Ohama Pläne für die Zukunft des Trust. Beide kommen darin überein, dass der Bürgerkrieg innerhalb des Trust beendet werden muss, jedoch noch ein Opfer einfordert. Gleichzeitig planen wechselseitig Will Slaughter in Ohama und Victor Ray in Atlantic City ein Attentat auf Vasco im Auftrag D’Arcys bzw. D’Arcy im Auftrag von Graves. Es fällt ein Schuss.
- 100 Bullets: Chapter 10 - Five Rook(ed)s (98): Javier Vasco ist erschossen worden. Graves ruft Victor Ray zurück, obgleich die Zahl der Trust-Familien nun wieder gerade ist. Loop Hughes und Cole Burns spüren Jack Daw in einem Hotel auf, wo sich das von Burns wieder entwendete Gemälde befindet. Echo Memoria ist ebenfalls zugegen und wird von Burns aufgrund von Mr. Branchs Ermordung erschossen. Ray betritt ebenfalls das Zimmer, gerade als Loop von Lono angerufen wird. Es droht eine Schießerei. Von Lono unbemerkt hat gleichzeitig Will Slaughter dessen Zimmer betreten.
- 100 Bullets: Chapter 11 - Boots On (99): Von Lono telefonisch aufgestachelt sammeln sich die verbleibenden Minutemen ein letztes Mal und beschließen, das Anwesen der Medicis zu stürmen. Gleiches plant Lono, der – von ihm unbemerkt – von Slaughter verschont wurde; beide machen sich ebenfalls auf dem Weg zur Medici-Villa. Auf dem Anwesen beschließen die übriggebliebenen Trust-Familien in Anwesenheit von Agent Graves ein neues Bündnis: Augustus behält seinen Besitz, verliert aber seine Stimme im Rat. Vascos Besitz wird nicht aufgeteilt, sondern geht an Graves, um die Minutemen wieder kontrollieren zu können. Daraufhin setzt Augustus seinen Sohn in seine Rechte ein, um den Medicis weiterhin eine Stimme im Trust zu garantieren.
- 100 Bullets: Chapter 12 - A House of Graves (100): Durch Augustus Rücktritt wiederum einer drohenden Hegemonie der Medici ausgeliefert, sehen sich die verbleibenden Familienoberhäupter gezwungen, Benito zu ermorden. Der davon unbeteiligte Graves setzt Dizzy Cordova als neue Führerin der Minutemen ein, um den Mord aufzuklären, als die verbleibenden Minutemen das Anwesen stürmen. Tibo Vermeer, Joan D’Arcy und Megan Dietrich werden von Burns ermordet, der dabei stirbt. Graves tötet Medici und beugt sich dafür in der Schlusseinstellung der Sanktion durch die schwer verletzte Agent Cordova, die ihn mit einer Pistole bedroht.

## Charaktere
Ein Großteil der Handlung konzentriert sich auf den Konflikt zweier Gruppen, mit den die Geschicke der USA dirigierenden Familien des Trust auf der einen und ihrer ehemaligen Söldnertruppe der Minutemen auf der anderen Seite. Hinzu treten eine Reihe von neutralen Figuren, die zunächst keiner der beiden Seiten zuzuordnen sind bzw. erst im Laufe der Geschichte zu diesen stoßen.